# Mango (firma)
Mango je španělská nadnárodní módní značka a oděvní firma, sídlící v Barceloně v Katalánsku. Společnost se specializuje na výrobu oblečení a módních doplňků.

## Historie
Společnost byla založena Isakem a Nachmanem Andicovými, dvěma bratry, tureckými imigranty, kteří přijeli do Španělska ve 14 letech. Dnes patří zakladatelé Manga mezi nejbohatší ve Španělsku.
Tato katalánská společnost měla v roce 2005 obrat 1,144 miliardy EUR, z nichž 75 % pochází ze zahraničních trhů.
V současnosti má Mango přes 2730 obchodů ve 105 zemích na pěti kontinentech. Firma expanduje i do zemí, jako Austrálie, Čína, Spojené státy nebo Itálie. Továrny a ty největší obchody se nacházejí mj. v Londýně (na Regent Street a Oxford Street), Vídni (v Kärtnerstraße), Paříži (Rue de Rennes a Rue de Rivoli) nebo Los Angeles.
Mango má také svůj internetový obchod, přes který prodává celý svůj sortiment výrobků v zemích Evropské unie, i mimo ni (např. v Andoře, Norsku nebo Švýcarsku). Od otevření těchto stránek v roce 2000 se společnost těší výraznému nárůstu s průměrně 4500 objednávkami za měsíc. Pokud jde o virtuální obchod, rozšíření Manga pomohl především na březen 2006, kdy byl otevřen obchod pro Severní Ameriku a prodejna pro evropský trh.
Sídlo firmy zajišťuje řízení projektů a výroby, distribuci a logistiku, architekturu a design interiérů obchodů, a grafické či reklamní služby.
V současné době[kdy?] Mango zaměstnává více než 13 456 lidí, včetně 1 800 pracovníků v sídle Palau-Solita i Plegamans (Barcelona), které zaujímá plochu přes 153 000 m2. Průměrný věk je kolem 29 let a 86 % tvoří ženy.
Mango je v současné době[kdy?] druhá největší společnost pro vývoz textilu ve Španělsku.

## Kontroverze

### Zřícení budovy v Bangladéši
Dne 24. dubna 2013 se zřítila osmipatrová obchodní budova Rana Plaza v Savaru, čtvrti nedaleko bangladéšského hlavního města Dháky. Zemřelo nejméně 1 127 lidí a přes 2 438 jich bylo zraněno. V továrně se nacházelo několik samostatných oděvních závodů zaměstnávajících přibližně 5 000 lidí, několik obchodů a banka. Vyráběly se zde oděvy pro značky jako Benetton Group, Joe Fresh, The Children's Place, Primark, Monsoon a DressBarn. Z 29 značek, u nichž bylo zjištěno, že odebíraly výrobky z továren Rana Plaza, se pouze 9 zúčastnilo setkání, které se konalo v listopadu 2013 a jehož cílem bylo dohodnout návrh na odškodnění obětí. Několik společností odmítlo návrh podepsat, včetně společností Walmart, Carrefour, Bonmarché, Mango, Auchan a Kik. Dohodu podepsaly společnosti Primark, Loblaw, Bonmarche a El Corte Ingles.